# Paul-Emmanuel Richardeau
Paul-Emmanuel Richardeau (né le 11 août 1990) est un patineur artistique français et sud-africain. Il a été champion d'Afrique du Sud en 2012.

## Biographie

### Carrière sportive
Paul-Emmanuel Richardeau a participé à trois championnats de France élites en 2009, 2010 et 2011. Il est entraîné par Nathalie et Laurent Depouilly à la patinoire de Villenave d'Ornon, mais à la suite de la fermeture de celle-ci en juillet 2011, il décide de suivre ses entraîneurs en Afrique du Sud dans la ville du Cap. C'est ainsi qu'en mai 2012 il se présente aux championnats d'Afrique du Sud qu'il remporte.

### Reconversion
Il arrête sa carrière amateur en 2012. Il a travaillé notamment au parc du Puy du Fou.

## Palmarès
| Compétition                   | 2009 | 2010 | 2011 | 2012 |  |  |  |  |  |  |  |  |  |  |
| Jeux olympiques d'hiver       |      |      |      |      |  |  |  |  |  |  |  |  |  |  |
| Championnats du monde         |      |      |      |      |  |  |  |  |  |  |  |  |  |  |
| Championnats d'Europe         |      |      |      |      |  |  |  |  |  |  |  |  |  |  |
| Championnats de France        | 14e  | 9e   | 12e  |      |  |  |  |  |  |  |  |  |  |  |
| Championnats d'Afrique du Sud |      |      |      | 1er  |  |  |  |  |  |  |  |  |  |  |
|                               |      |      |      |      |  |  |  |  |  |  |  |  |  |  |